# 内山真弓
内山 真弓（うちやま まゆみ、天明6年（1786年） - 嘉永5年5月28日（1852年7月15日））は江戸時代後期の国学者、歌人。諱は国章、通称は理兵衛。別号に眉生、聚芳園。
信濃国安曇郡十日市場村（長野県北安曇郡池田町）生まれ。池田学問所に入り漢学を学び、文化7年（1810年）上洛して香川景樹親子に和歌を学ぶ。天保10年（1839年）から江戸で高島章貞とともに桂園派の敷衍活動に従事した後、天保13年（1842年）帰郷し、安曇野における桂園派の主流となり、家塾「聚芳園」を主宰した。
師の景樹没後の天保14年（1843年）、桂園派唯一の体系的歌論書とされる『歌学提要』を著した。 川会神社の境内に歌碑が建立されている。

## 稿本
- 歌学提要
- 東塢鶴聲
- 東塢塾中聞書
- 桂園紀聞
- 榜示杭
- 帰路日記
- 壇落葉
- 聚芳園随筆
- 吾嬬紀行
- 新来
- 家鶏一聲
- 古鏡伝
- 詠藻日記
- 真袖の記